# Gyalogmenetek Hegyeshalomba (1944. ősz)

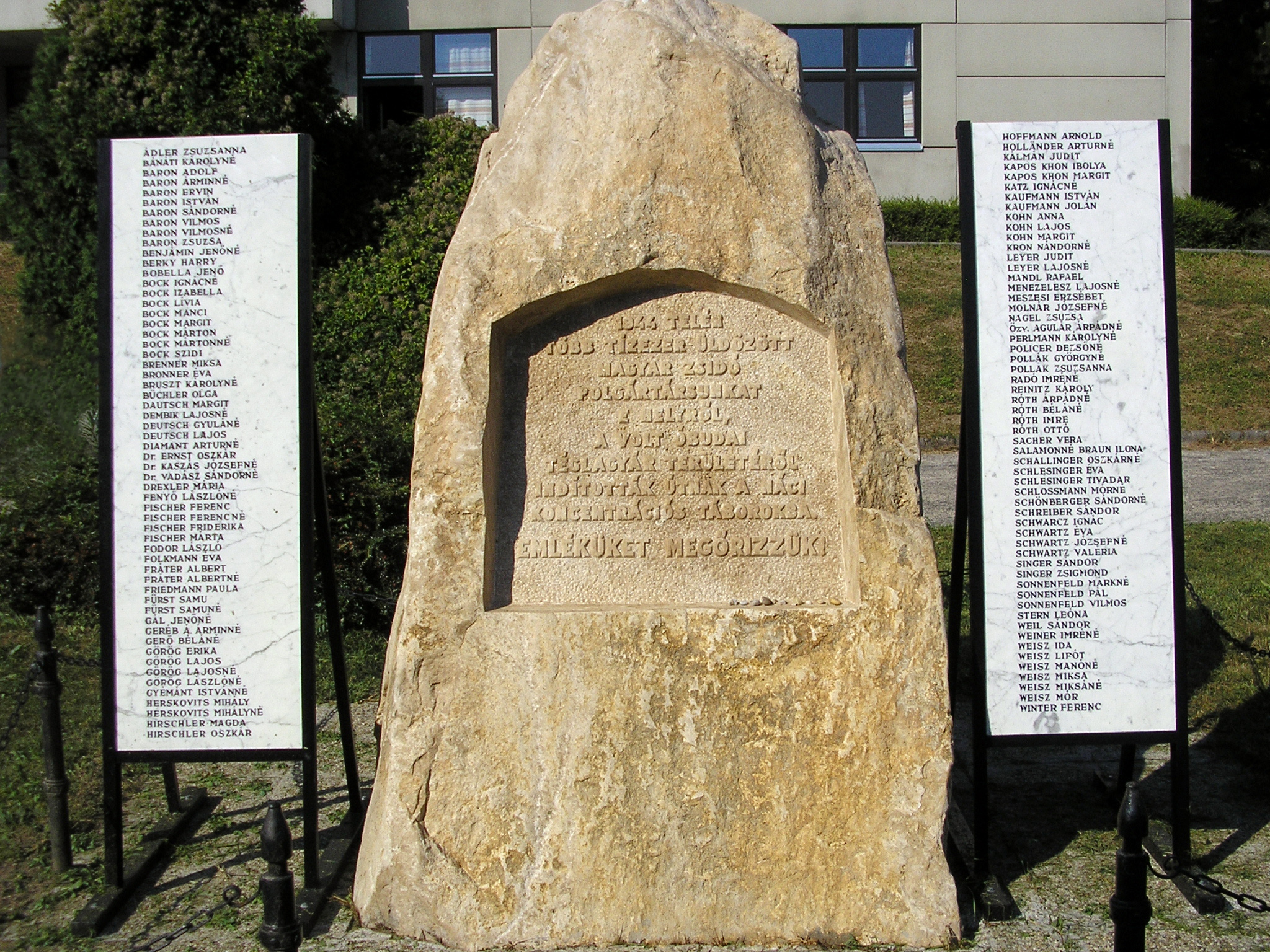
Holokauszt emlékkő az egykori óbuda-újlaki téglagyár helyén (2008)

Az 1944. őszi hegyeshalmi gyalogmenetek szervezése és lebonyolítása egy átfogó terv része volt Magyarországon, mellyel részben a háborús Németország munkaerő igényét kívánták biztosítani, részben a maradék magyar zsidóság további minél átfogóbb deportálását kívánták elérni. Az akciót zömmel novemberben bonyolították le.
Ennek során a magyar hatóságok az ország különböző területeiről, leginkább Budapestről összesen több mint 80 000 zsidó (vagy zsidónak minősülő) magyar embert több napos gyalogmenetekben, fegyveres kísérettel Hegyeshalomba vittek és átadták őket az SS-nek. Onnan a deportáltak többnyire a birodalmi határon (a mai osztrák-magyar határ térségében) tervezett védelmi vonal építésére, majd a szenvedéseket túlélők 1945 tavaszán koncentrációs táborba kerültek.

## Előzmények
Miután 1944. március 19-én a német csapatok bevonultak az országba és Sztójay Döme irányításával megalakult a kormány, azonnal megkezdődött a magyarországi zsidók elleni támadások újabb szakasza. A magyar hatóságok Adolf Eichmann és kommandója iránymutatásával előbb gyűjtőtáborokba, ideiglenes gettókba kényszerítették, majd néhány hét leforgása alatt deportálták (többnyire Auschwitzba) a vidéki zsidóságot, valamint egyes más felekezetek, illetve a cigányság és egyes nemzetiségek tömegeit. Ez a deportálás lényegében nem érintette a zsidóság két nagy csoportját: a munkaszolgálatra behívott (vidéki és fővárosi) férfiakat és Budapest ún. csillagos házakba kényszerített zsidó lakosságát. 1944. augusztus végére tervezték ugyan a budapestiek internálását, de az nem valósult meg.
Amikor a szovjet hadsereg már magyar területen harcolt, Horthy Miklós és kormánya kísérletet tett a háborúból való kilépésre. A kísérlet nem sikerült, október 15-én Horthyt megfosztották hatalmától, Szálasi Ferenc és nyilas pártja vette át az ország vezetését. Közben a gyors szovjet előrenyomulás már Budapestet és lassan Bécset is fenyegetni kezdte, és a németeknek óriási veszteségeik miatt egyre több új munkáskézre volt szüksége.
Felsőbb parancsra Eichmann október 17-én visszatért Magyarországra, hogy a megváltozott helyzetben is folytassa korábbi tevékenységét. A következő napon megállapodott Vajna Gábor belügyminiszterrel 50 000 magyar zsidó német kézre adásáról, akiket gyalogmenetben készültek kényszermunkára küldeni a nyugati határra. Bár Szálasi korábban kinyilvánította (az ún. „hungarista zsidóprogram”-ban), hogy a magyar zsidókat nem engedi Németországba küldeni, egy-két nappal később Veesenmayer rábeszélésére mégis engedélyezte 25 000 fő, majd november elsején engedélyezte további 25 000 fő „kölcsönadását”. Később is születtek alsóbb szintű megállapodások munkaszolgálatosok német kézre adásáról.

## A gyalogmenetek előkészítése és útja

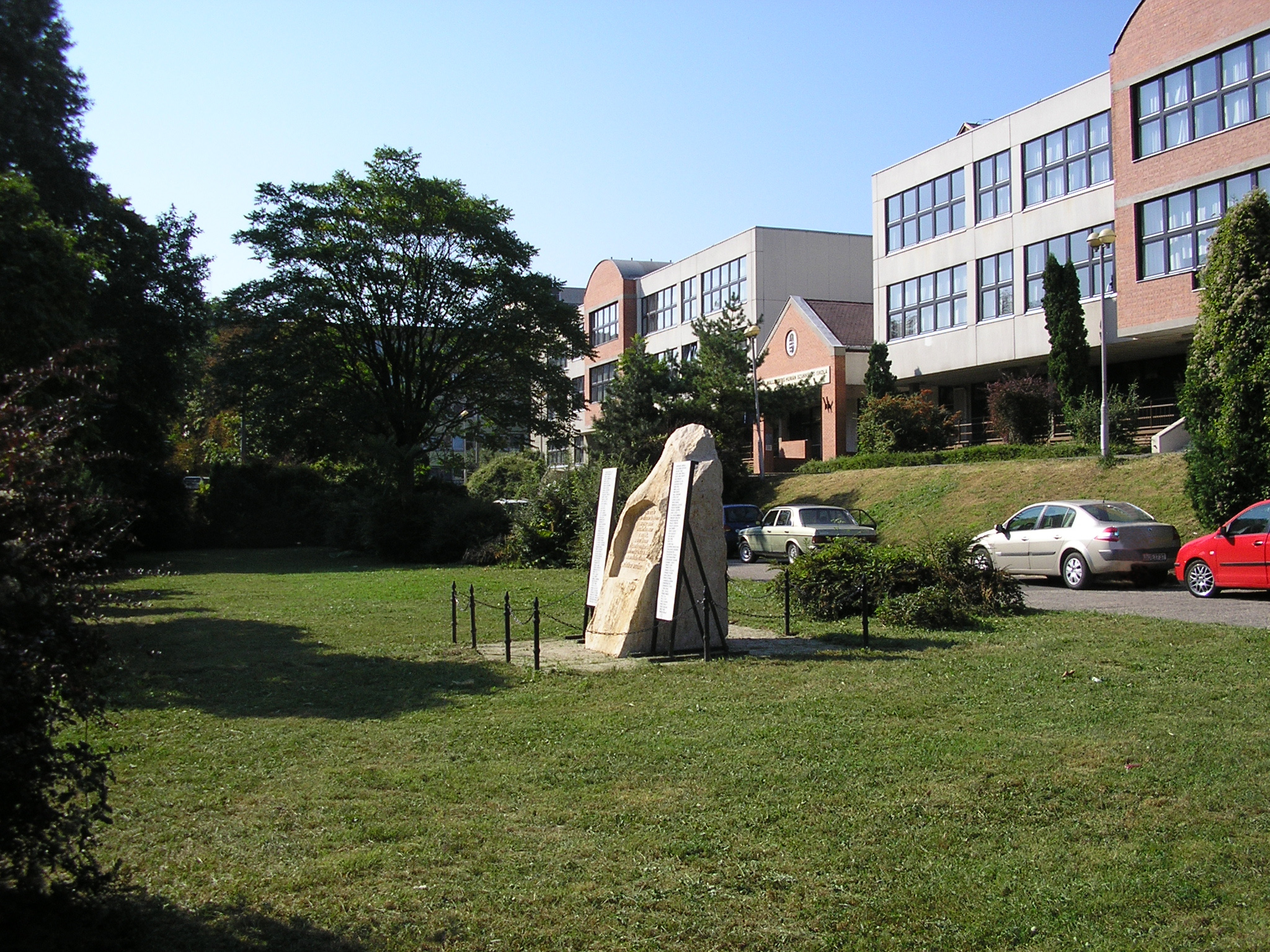
Holokauszt emlékkő az egykori óbuda-újlaki téglagyár helyén (2008)

Október 21-én megjelent az első rendelet, mely a „csillagos” házakban lakó és sárga csillag viselésére kötelezett 16–60 éves korú munkaképes férfiakat „honvédelmi szolgálat” címén bevonulásra kötelezte, és ezt a 16–40 év közötti nőkre is kiterjesztették. De már előző napon nyilasok járták a „csillagos” házakat és hurcolták el az embereket a gyűjtőhelyekre. Ekkor még a főváros környéki erődítési munkákon, sánc- és árokásáson dolgoztatták őket; október 26-án számuk kb. 35 000 fő volt. A német hadvezetésnek azonban leginkább a birodalmi határon – a mai magyar-osztrák határ térségében – tervezett védelmi vonal (az ún. délkeleti fal) kiépítéséhez volt sürgős szüksége jelentős számú munkaerőre.
November elején Budapesten újabb hajsza kezdődött a munkára kötelezettek után. A „csillagos” házakban újra nyilasok jelentek meg, hogy összeszedjék a szerintük alkalmas lakókat. A házfelügyelők utasítást kaptak az esetleg még rejtőzködő munkaképes zsidók felkutatására. Néha a védettnek nyilvánított házakból is vittek el embereket. November 9-étől három napi kijárási tilalmat rendeltek el a „csillagos” házak lakói számára. Folyamatos utcai razziák során fogdosták össze az embereket és Óbudán, az újlaki téglagyár területén felállított gyűjtőtáborba vitték őket. A semleges országok néhány képviselője, köztük Raoul Wallenberg svéd követségi tanácsos és Carl Lutz svájci követségi alkonzul igyekezett kimenteni legalább a menlevéllel rendelkezőket. November 6-ára elrendelték a 18-40 éves zsidó nők mozgósítását; ők a Kerepesi úti ügető pályán (az ún. Tattersalon) lévő gyülekezőhelyről egyenesen az újlaki téglagyárba kerültek. A foglyokat embertelen körülmények között, összezsúfolva tartották a gyárterületen, amíg el nem indították Hegyeshalom felé.

### Menetek és útvonalak
November 4-én Vajna Gábor belügyminiszter tájékoztatta az érintett megyék vezetőit, hogy területükön át november 6-ától gyalogos zsidó csoportokat fognak munkára vinni, és előírta, hogy napi 2000 fő számára biztosítsanak éjszakai táborhelyet az alábbi helységekben:
Piliscsaba, Dorog, Süttő, Szőny, Gönyű, Dunaszeg, Mosonmagyaróvár és Hegyeshalom.
Az újlaki téglagyárban koncentrált, valamint a sáncásásra kirendelt civil zsidók első gyalogmeneteit november 6-án indították útnak a határra. A rendszeres menetek november 8-án kezdődtek a régi bécsi, Budapest–Győr–Hegyeshalom országúton; később inkább mellékutakon folytatódtak.
A menetelők magyar fegyveres kísérettel, 7-8 nap alatt tették meg az utat és teljesen kimerültek, mire a határra értek. Útközben néhányan vették a bátorságot és megszöktek, mások az öngyilkosságba menekültek. Sok szemtanú későbbi beszámolója ismert a deportálómenetek elborzasztó látványáról.
A svájci követség két képviselője novemberi szemleútja után jelentésében beszámolt a menetelő áldozatok teljes kiszolgáltatottságáról, fizikai és lelki szenvedéséről, a kísérők brutalitásáról, az éhezésről. „Hangsúlyozzuk, hogy a csoportok legfeljebb 3-4 adag levest kaptak a gyalogmenet egész ideje alatt, de rendszerint több napig egyáltalán semmit sem kaptak enni.” „Hegyeshalomnál a deportáltakat az elképzelhető legrosszabb állapotban találtuk.”
Ezeket a meneteket egy német főtiszt is „megrendítő”-nek, egy másik német tiszt „tiszta gyilkosság”-nak nevezte.

### Munkaszolgálatosok gyalogmenetei
A munkaszolgálatos századok első menetoszlopait valamivel korábban vezényelték a határra. Beregfy Károly honvédelmi miniszter 70 munkaszolgálatos század (kb. 15 000 – 17 000 fő) német kézre adására adott utasítást, és azoknak november 2. és 11. között kellett Mosonmagyaróvárra, illetve Hegyeshalomba érkezniük. A munkaszolgálatosok számára két külön útvonalat jelöltek ki. A fővárosi századok útvonala a bécsi országúttól délre vezetett, két pihenőnap beiktatásával; a dunántúli századok ehhez bárhol csatlakozhattak. Az útvonal helységei: Zsámbék, Tarján, Kocs, Bana, Abda, Mosonmagyaróvár.
A keleti frontról visszavont munkaszolgálatosok gyűjtőhelyét Kassán alakították ki. Az onnan indított századok egy harmadik, a bécsi országúttól északra eső úton meneteltek nyugat felé. Bár az egész művelet november első felében befejeződött, esetenként még később is érkeztek a határra munkaszolgálatos csoportok.

## Utak Hegyeshalomból
Hegyeshalomnál az érkezőket átvevőhely várta. Az átadást magyar részről Bartha László alezredes irányította, az SS részéről az átvevők vezetője Dieter Wisliceny, Eichmann egyik legközelebbi munkatársa volt.
Az ideiglenes elszállásolás után a deportáltakat már a németek osztották csoportokra és vitték tovább az általuk kijelölt helyre, többnyire a délkeleti fal meglévő vagy sebtében kialakított munkatáborába kényszermunkára. Munkaszolgálatosokból lett kényszermunkások dolgoztak a szétbombázott vasútvonalak azonnali helyreállításán, Nürnberg mellett a föld alatti repülőgépgyár építésén, Sachsenhausenben a Heinkel-művekben és sok más helyen is.
A menlevéllel rendelkezők közül a szerencsésebbeket a semleges államok képviselőinek korábban sikerült kimenteniük – még a menetekből, esetleg már Hegyeshalomról –, őket katonai kísérettel visszavitték a fővárosba.
1945 kora tavaszán, amikor a szovjet előrenyomulás már közvetlenül a magyar határszélt fenyegette, a védelmi vonalon dolgozókat koncentrációs táborba hajtották – többnyire gyalogmenetben, ritkábban dunai uszályon vagy vasúton. Az agyongyötört menetelők közülük sokan már nem érték el az úticélt. A nők zömmel a lichtenwörth-i vagy a dachaui, a férfiak nagyrészt a mauthauseni, illetve a gunskircheni altáborba kerültek. A táborokat májusban amerikai csapatok szabadították fel.

## A gyalogmenetek vége
Novemberben néhány semleges állam követsége jegyzéket intézett a magyar kormányhoz a meneteltetés és az ott tanúsított embertelen bánásmód miatt. Köztük volt a pápai nunciatúra is. Szálasi fontosnak tartotta, hogy rendszerét külföldön elismerjék, ezért november 20-án leállíttatta a gyalogmenetek.
Elegendő jármű és szállítókapacitás híján a folyamatos deportálás ezzel befejeződött. November végén azonban Eichmann még talált lehetőséget az utolsó budapesti munkaszolgálatos századok vasúti elszállítására a Józsefvárosi pályaudvarról Hegyeshalomba. Szórványosan később is indítottak néhány csoportot: „December 11-én, feltehetően a legutolsó gyalogmenetekben hajtották a bécsi országútnak a budapesti toloncház 1200 foglyát. Számuk Komáromig az agyonlövések következtében 880 főre csökkent.” Kassa felől pedig még december végén is érkeztek munkaszolgálatosok a határra. Ekkorra az ország nagyobb részét már elfoglalták a szovjet csapatok, és karácsonykor bezárult az ostromgyűrű Budapest körül.
Eichmann november 13-án 27 000 már Németországba indított személlyel és további napi 2–4000, összesen 40 000 fő útnak indításával számolt. Ferenczy László csendőrezredes későbbi adatai szerint 1944. november 6-ától december 1-jéig 76 209 magyar zsidót adtak át az SS-nek a határon. „A későbbi deportálás számadata 4750 fő.” (Ezek az adatok a vasúton kiszállítottak számát is tartalmazzák).
A deportáltak igazolványát indulás előtt általában elvették és megsemmisítették, vagy ha meg is tarthatták, amúgy is csak a csoportlétszám feljegyzésével, de név és születési adatok feltüntetése nélkül adták át a németeknek: visszatérésükre senki sem számított.
A gyalogmenetekkel a német vezetés célja – a munkaerő megszerzése mellett – az volt, hogy az országot teljesen „zsidómentessé” tegyék. Ez egybevágott csaknem az egész magyar kormány szándékával. Nem rajtuk múlt, hogy az elképzelést nem tudták teljesen megvalósítani.